# Grafschaft Cambrai
Die Grafschaft Cambrai wurde Ende des 9. Jahrhunderts eingerichtet und im Jahr 948 dann erstmals, im Jahr 1007 endgültig dem Bischof von Cambrai gegeben. Sie bildete den Kern des Hochstifts Cambrai.
Die Burgherrschaft (Châtellenie) von Cambrai, das Amt des militärischen Befehlshabers des Bischofs, bzw. die Vizegrafschaft von Cambrai, das Amt des Stellvertreters des Grafen (ebenfalls der Bischof) hatte dann bald der Graf von Flandern (1020) inne, auch wenn er sich faktisch vertreten ließ. Die flämische Anwesenheit endete dann mit der Ermordung Graf Karls des Guten 1127.
Die Burgherrschaft wurde 1337 von Philipp VI., König von Frankreich, gekauft und später an den Herzog von Burgund abgegeben.

## Graf von Cambrai
- Isaak, † vor 948, Graf von Cambrai
- Arnulf I., † 967, dessen Sohn, Graf von Cambrai
- Arnulf II., † 1012, dessen Sohn, Graf von Cambrai

## Kastellan (Vizegraf) von Cambrai
- Jean, † nach 975, Châtelain de Cambrai
- Walter (Gautier) I., † um 1011, Châtelain de Lens, später von Cambrai
- Walter (Gautier) II. von Lens, Kastellan von Cambrai
- Johann (Jean) I., Vogt von Arras, heiratet Gautiers Witwe, 1046/48 Kastellan von Cambrai,
  - Adele von Cambrai, † vor 1046, Tochter Walters II., heiratete Hugo, Kastellan von Douai
- Hugo (Hugues) I., deren Sohn, Kastellan von Cambrai 1048/1111
- Hugo II., dessen Sohn, Kastellan von Cambrai, Herr von Oisy1121/33
- Simon von Oisy, † vor 1171, Kastellan von Cambrai 1142/70
- Hugo III. von Oisy, † 1189/90, Kastellan von Cambrai, 1163/87 bezeugt, heiratete um 1183 Margarete Gräfin von Blois, † 1230 (Haus Blois)
  - Hildiarde von Oisy, Vizegräfin von Meaux, † kurz vor 1177, dessen Schwester, heiratete André de Montmirail, Herr von La Ferté-Gaucher, † vor 1180
- André de Montmiral, deren Sohn, Kastellan von Cambrai
- Jean de Montmirail, † 1217, dessen Sohn, Baron de Montmirail, Comte de La Ferté-Gaucher, Seigneur de Oisy, de la Ferté sous Jouarre, de Tresmes, de Crèvecœur, de Bellonne, de Bandelues, de Condé-en-Brie, de La Fère, de Saint Gobain, de la Chapelle en Brie, Vicomte de Meaux, Châtelain de Cambrai, Connétable von Frankreich, ⚭ vor 1224 Elisabeth von Blois, Gräfin von Chartes, Schwester der Margarete von Blois (s. o.)
- Jean II. de Montmirail, † 1240, dessen Sohn, Baron de Montmirail, Seigneur de Oisy, de Crèvecœur, Châtelain de Cambrai; ⚭ Elisabeth (Isabella) von Blois, † 1248, Gräfin von Chartres, Tochter von Graf Theobald V. von Blois (Haus Blois)
- Mathieu de Montmirail, † 1262, dessen Bruder, Comte de La Ferté-Gaucher, Vicomte de Meaux, Châtelain de Cambrai
- Marie de Montmirail, † 1273, dessen Schwester, Erbin des Hauses Montmirail, Dame de Meaux, de Montmirail et d'Oisy, de la Fère, de Saint-Gobain; ⚭ Enguerrand III. de Coucy, † 1242

Die Burggrafschaft wurde 1337 vom König von Frankreich gekauft, später an den Herzog von Burgund abgegeben.

### Haus Burgund
- Adolf von Burgund (1489–1540) Herr zu Beveren, Comte de La Roche, Herr zu Vere und Vlissingen, Burggraf von Cambrai
- Maximilian von Burgund (1514–1558), dessen Sohn, Marquis de Veere et de Vlissingen, Burggraf von Cambrai

## Weblink
- Comtes et Châtelains de Cambrai (PDF-Datei; 176 kB)